# ALLPlayer
ALLPlayer – odtwarzacz multimedialny napisany przez programistę Artura Majtczaka, wydany przez firmę ALLPlayer Group sp. z o.o. Odtwarzacz jest dostępny na platformę Windows oraz platformy mobilne; Android, iPad i iPhone.
ALLPlayer wspiera niemal wszystkie znane formaty audio i wideo (3G2, AVI, MKV, FLV, DAT, MOV, M2TS, MP4, 3GP, VOB, MPG, APE, AU, MKA, MP3, OGG, WAV, AC3 i inne), video CD, audio CD oraz strumieniowanie treści również z sieci P2P, w tym plików nie do końca pobranych. 
Program dostarczany jest z pakietem kodeków aktualizowanych przy każdym wydaniu, współpracuje z serwerami napisów do filmów napisy24.pl oraz opensubtitles.org gdzie można pobrać napisy w dowolnym języku. Na wyposażeniu odtwarzacza jest sterowanie pilotem z poziomu aplikacji instalowanej na smartfonie oraz możliwość wykorzystania skrótów klawiaturowych.

## Główne zastosowanie
Główną funkcją programu jest odtwarzanie filmów i muzyki. ALLPlayer odtwarza filmy bezpośrednio z sieci torrent bez potrzeby wcześniejszego pobierania całości na dysk i automatycznie pobiera dopasowane napisy do filmów i seriali we wszystkich językach.

## Dodatkowe rozwiązania
- odtwarzanie płyt CD
- odtwarzanie filmów z plików torrent
- odtwarzanie filmów spakowanych RAR-em
- setki stacji radiowych online
- automatyczne odtwarzanie kolejnych części podzielonych filmów lub seriali
- obsługa Dolby Surround, DTS, 3D Audio, S/PDIF i innych
- obsługa playlist
- funkcje equalizera i audiowizualizacji
- obsługa strumieni audio-video, łącznie z filmami z YouTube
- dowolne obracanie obrazu, korekty kolorów z funkcją poprawy jakości
- wyłączanie komputera/monitora po zakończonym seansie
- autoresume – wznawianie oglądania od miejsca przerwania
- funkcja Inteligentne Napisy
- obsługa lektora
- funkcja rodzicielska – zabezpieczanie pliku hasłem